# Karmustyna
Karmustyna, BCNU – organiczny związek chemiczny, pochodna nitrozomocznika, inhibitor replikacji DNA łączący się z matrycą DNA. Lek stosowany w leczeniu nowotworów.
Stosowanie wysokich dawek karmustyny może prowadzić do – poza typowymi działaniami niepożądanymi leków alkilujących – zwłókniającego zapalenia płuc oraz zaczerwienienia skóry twarzy. Tak jak inne leki z tej grupy, karmustyna jest wysoce lipofilna, przez co dobrze penetruje barierę krew–mózg.